# Seľany
Seľany é um município da Eslováquia, situado no distrito de Veľký Krtíš, na região de Banská Bystrica. Tem 7,61 km² de área e sua população em 2018 foi estimada em 171 habitantes.

## Demografia
| Ano:        | 1994 | 2004   | 2014    | 2024    |
| ----------- | ---- | ------ | ------- | ------- |
| Broj ljudi: | 253  | 235    | 197     | 140     |
| Razlika:    |      | -7,11% | -16,17% | -28,93% |

| Ano:               | 2023 | 2024   |
| ------------------ | ---- | ------ |
| Número de pessoas: | 146  | 140    |
| Diferença:         |      | -4,10% |